# Meridiano 68 W
O meridiano 68 W é um meridiano que, partindo do Polo Norte, atravessa o Oceano Ártico, América do Norte, Oceano Atlântico, Mar das Caraíbas, América do Sul, Oceano Pacífico, Oceano Antártico, Antártida e chega ao Polo Sul. Forma um círculo máximo com o Meridiano 112 E.
Começando no Polo Norte, o meridiano 68º Oeste tem os seguintes cruzamentos:
| País, território ou mar | Notas |
| ----------------------- | --- |
| Oceano Ártico           | |
| Canadá                  | Ilha Ellesmere, Nunavut |
| Estreito de Nares       | |
| Gronelândia             | |
| Baía de Baffin          | |
| Canadá                  | Ilha de Baffin, Ilha Aulitivik e Ilha de Baffin de novo, Nunavut                                                                                         |
| Estreito de Hudson      | |
| Canadá                  | Ilha Akpatok, Nunavut |
| Baía de Ungava          | |
| Canadá                  | Quebec |
| Rio São Lourenço        | |
| Canadá                  | Quebec New Brunswick |
| Estados Unidos          | Maine |
| Oceano Atlântico        | Passa a oeste da ilha Mona, Porto Rico |
| Mar das Caraíbas        | Passa a leste da ilha de Bonaire, Antilhas Holandesas · Passa a oeste do Arquipélago Las Aves, Venezuela                                                 |
| Venezuela               | Passa a centro da Cidade de Valencia, Venezuela |
| Colômbia                | Passa a leste do Parque Nacional El Tuparro, Colômbia |
| Brasil                  | |
| Bolívia                 | Passa a leste de La Paz |
| Chile                   | |
| Argentina               | |
| Oceano Atlântico        | |
| Argentina               | Ilha Grande da Terra do Fogo |
| Chile                   | Ilha Navarino |
| Oceano Pacífico         | |
| Chile                   | Ilha Hoste |
| Oceano Pacífico         | Passa a oeste da Ilha Hermite, Chile |
| Oceano Antártico        | |
| Antártida               | Ilha Adelaide - reivindicada pela Argentina (Antártida Argentina), Chile (Província da Antártida Chilena) e Reino Unido (Território Antártico Britânico) |
| Oceano Antártico        | Baía Margarida |
| Antártida               | Território reivindicado pela Argentina (Antártida Argentina), Chile (Província da Antártida Chilena) e Reino Unido (Território Antártico Britânico)      |